# Montréal (Yonne)
 Montréal  ist eine französische Gemeinde mit 166 Einwohnern (Stand 1. Januar 2022) im Département Yonne in der Region Bourgogne-Franche-Comté; sie gehört zum Arrondissement Avallon und zum Kanton Chablis.

## Bevölkerungsentwicklung
| Jahr      | 1962 | 1968 | 1975 | 1982 | 1990 | 1999 | 2007 |
| Einwohner | 237  | 265  | 216  | 191  | 173  | 181  | 197  |

## Sehenswürdigkeiten
- Notre-Dame-de-l’Assomption (Montréal) (12. Jahrhundert)
- Priorei Saint-Bernard
- Stadtbefestigung
- Burg Montréal (lediglich ein Brunnen ist erhalten)

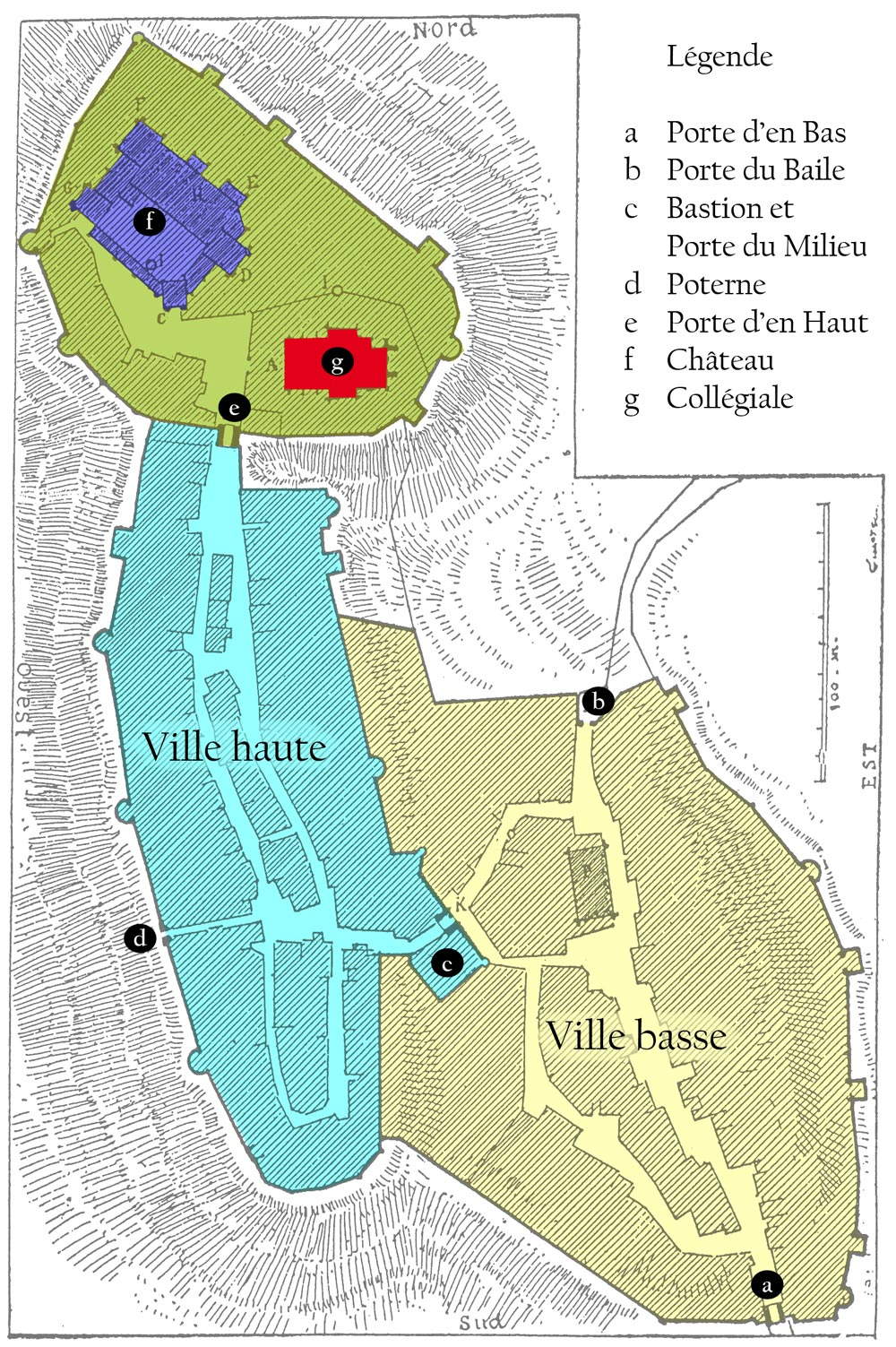
Plan von Montréal
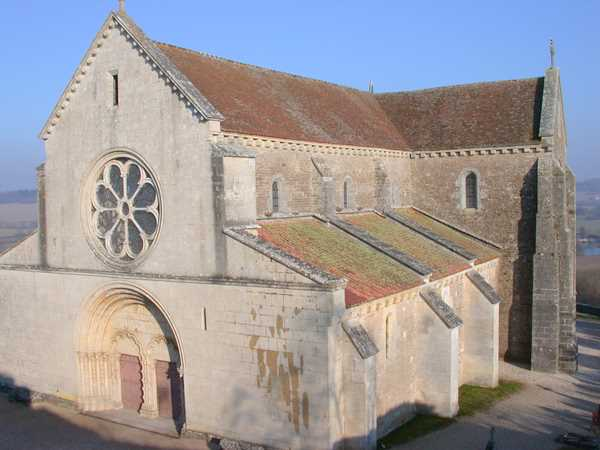
Notre-Dame de l’Assomption
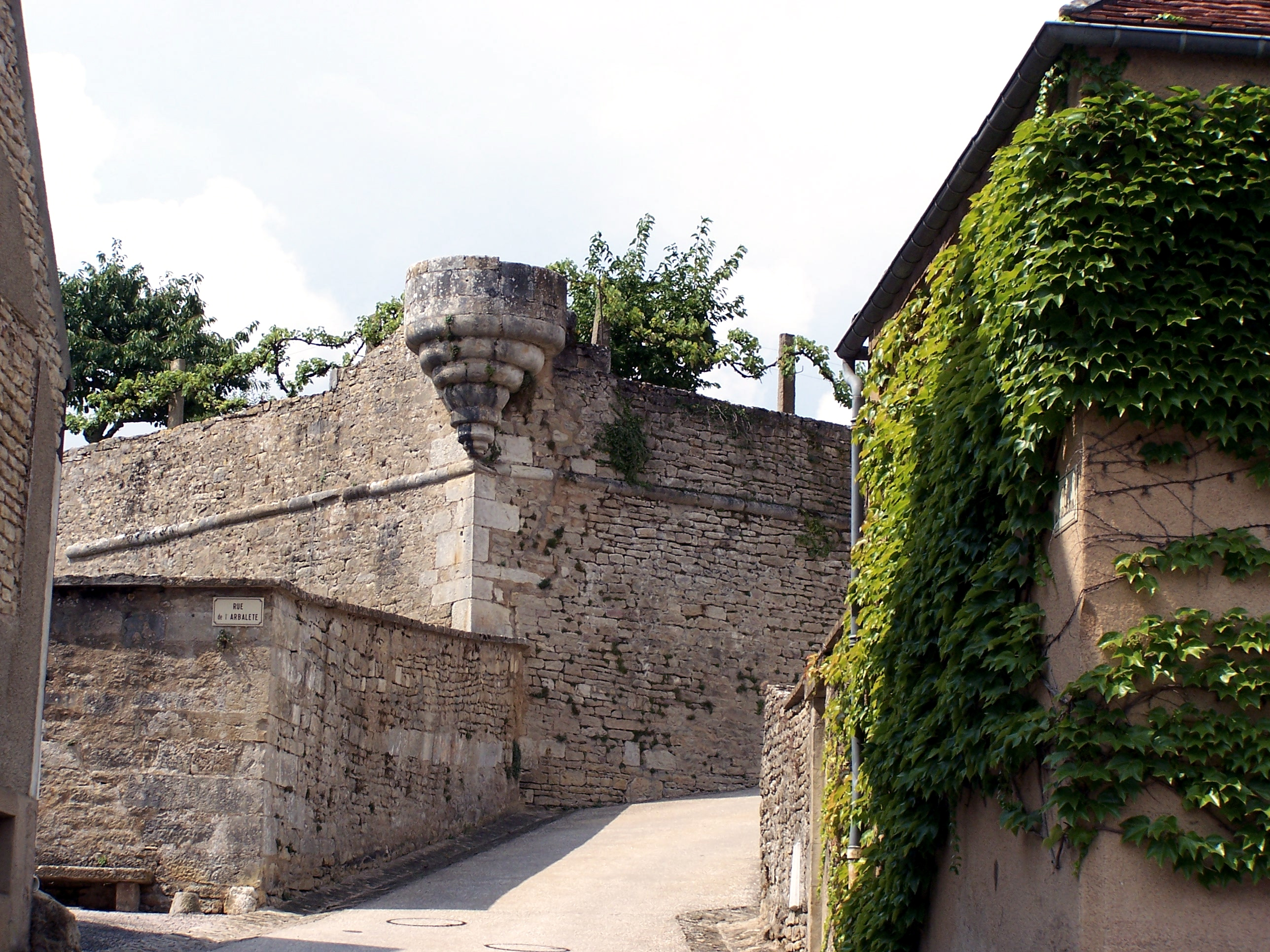
Der „Carcasson“
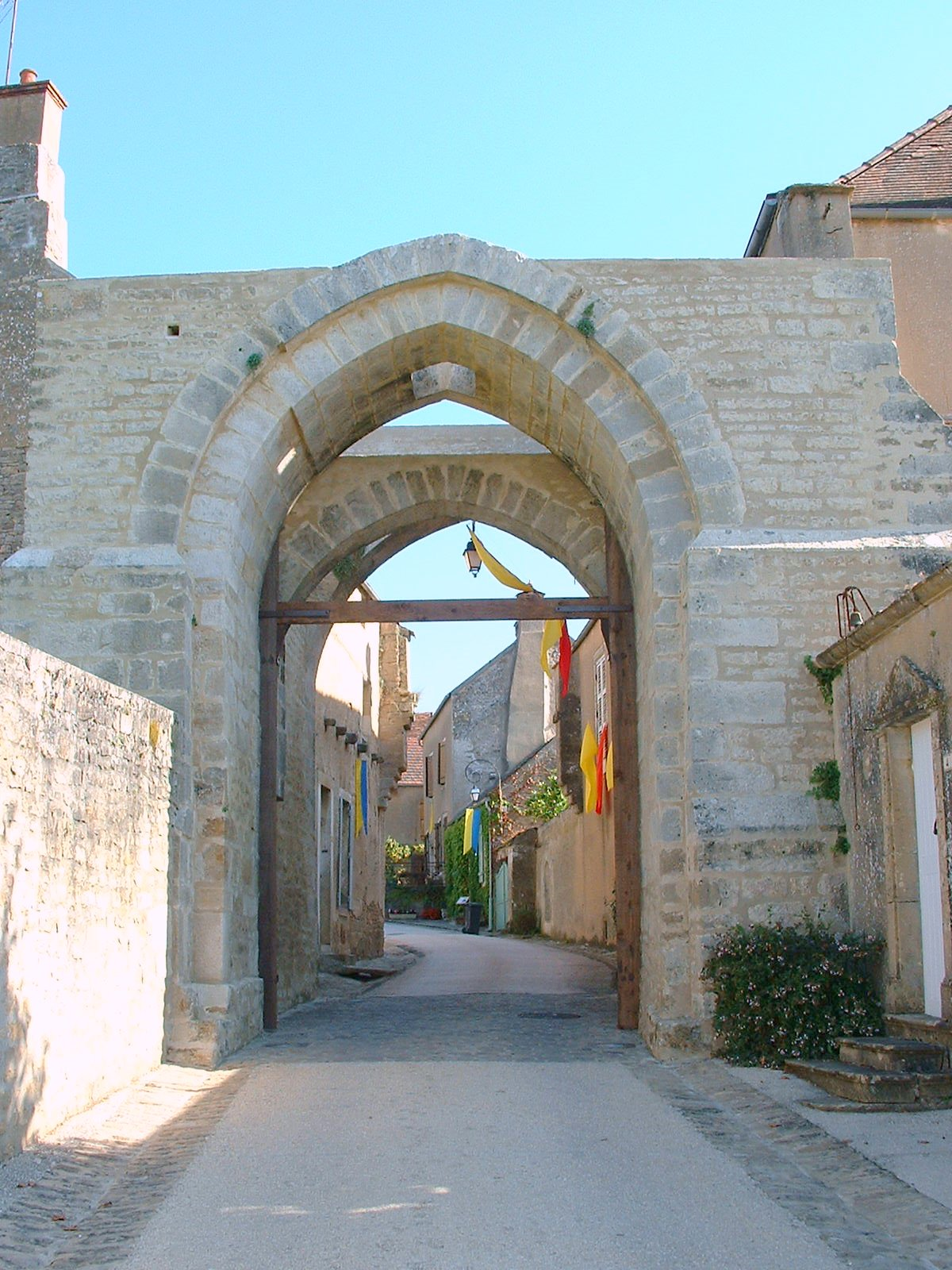
Die Porte d’en Bas
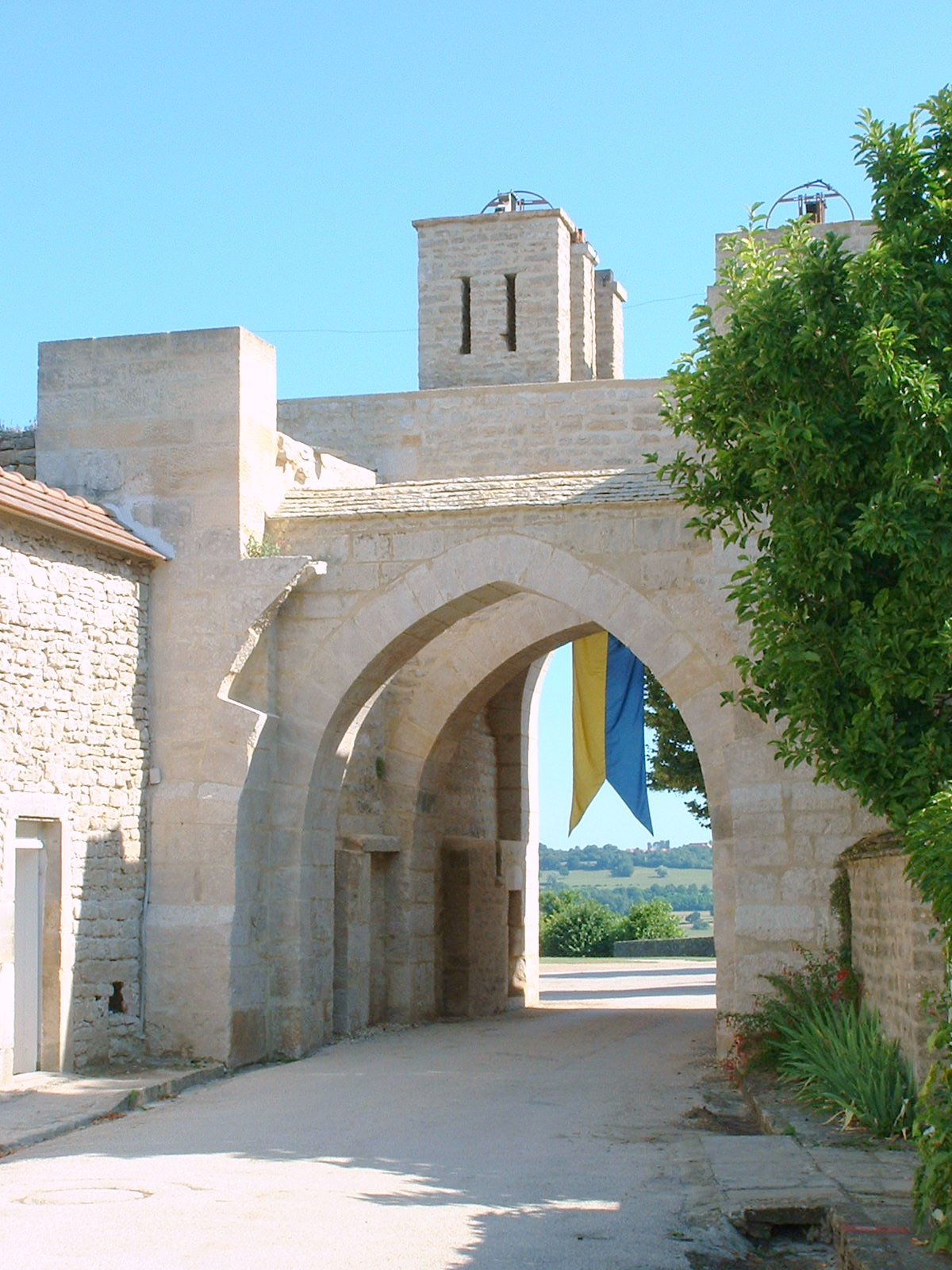
Die Porte d’en Haut

## Persönlichkeiten
- zur Burgherrenfamilie von Montréal siehe: Chacenay (Adelsgeschlecht)